# كابريومايسين
كابريومايسين هو مضاد حيوي يعطى بالاشتراك مع المضادات الحيوية الأخرى لعلاج السل .  على وجه التحديد يعتبر الخط الثاني لعلاج السل المقاوم للأدوية النشطة . ويعطى عن طريق الحقن في الوريد أو العضلات .
وتشمل الآثار الجانبية الشائعة مشاكل في الكلى، ومشاكل في السمع، وضعف التوازن، والألم في موقع الحقن. وتشمل الآثار الجانبية الأخرى الشلل مما يؤدى إلى عدم القدرة على التنفس . 
لا ينصح استخدامه مع الستربتومايسين أو الأدوية الأخرى التي قد تضر العصب الدهليزي السمعي .  لا ينصح أثناء الحمل لأنه قد يسبب مشاكل في الكلى أو السمع عند الطفل.  كابريومايسين عادة ما يتم تصنيفه لعائلة أمينوغليكوزيد من الأدوية.  لكن طريقة عملة غير واضحة . 
تم اكتشاف كابريومايسين من ستريبتوميسز كابريولوس في عام 1960 . وهو مدرج في قائمة الأدوية الأساسية لمنظمة الصحة العالمية، وهي الأدوية الأكثر فعالية وآمنة اللازمة في النظام الصحي . تكلفتة في العالم النامي حوالي 6.25 إلى 8.98 دولار أمريكي للجرعة . 

## تأثر الدواء
كابريومايسين هو الأكثر شيوعا لعلاج التهابات السل الفطري . وقد وجد أن نمو السل الفطري يتم تثبيطه عند تركيز 2.5 ميكروغرام / مل .

## الآثار الجانبية
ارتفاع نسبة: الدم في البول،  زيادة كبيرة أو انخفاض في خروج البول، وفقدان الشهية أو العطش الشديد (نقص بوتاسيوم الدم، سمية الكلى).
أقل حدوث: فقدان السمع، وطنين الاذن، وعدم الاستقرار اثناء المشي، والدوخة، وضيق التنفس، والخمول، والضعف الشديد (في الكتلة العصبية والعضلية، وسمية الكلى، ونقص بوتاسيوم الدم)، والغثيان أو القيء.
سمية الكلى: ارتفاع الكرياتينين في الدم، وارتفاع نسبة النيتروجين في البول، وضعف تصفية الكرياتينين من الدم، ارتفاع نسبة البروتين في البول،  البول الأنبوبي (تحتاج لمراقبة وظيفة الكلى والبول أثناء استخدام هذا الدواء).
الضرر على العصب الثامن للدماغ، يمكن أن يحدث  خلل في الدهليزي والقليل من الضرر على السمع، بعد استخدام الدواء لمدة 2 إلى 4 أشهر.
يؤثر على الكتلة العصبية والعضلية.
يمكن أن يسبب الحساسية: طفح جلدي، حمى بسبب الأدوية، احمرار الوجه، الربو، مشاكل خفقان القلب، الشعور بألم في الصدر، وآلام البطن .

## التفاعلات
تفاعل الكابريومايسين مع أمينوغليكوزيدس: يمكن أن تزيد من احتمال سمية الأذن، تأثيره على العضلات العصبية والعضلية، مما يؤدي إلى فقدان السمع. يمكن أن يؤدي الي فقدان السمع بشكل دائم . و يمكن أن يكون عرضا مؤقتا، ولكن غالبا ما يكون دائما. تأثيره العصبي العضلي يمكن أن يؤدي إلى ضعف العضلات والهيكل العظمي وضعف في الجهاز التنفسي  (انقطاع النفس).
يمكن استخدام مضادات الكولينستراز أو أملاح الكالسيوم .
تفاعل الكابريومايسين مع الأمفوتريسين B، فانكومايسين، باسيتراسين، باروموميسين، سيكلوسبورين، كانامايسين، سيسبلاتين، بوميتانيد، حمض الإيوريك، فوروسيميد:
يزيد من احتمال السمية الأذنية وسمية الكلية.
تفاعل الكابريومايسين مع مضادات الهيستامين، بوكليزين، سيكليزين، ميكلوزين، الفينوثيازين، ثيوكيتونيس، تريميثامين، وكابريوميسين:
تسبب أعراض الطنين، والدوخة أو الدوار وغيرها من الأعراض السامة للأذن.
تفاعل الكابريومايسين مع الأدوية المضادة للعضلات العصبية والعضلية: يمكن أن تقاوم تأثير الأدوية المضادة للعضلات العصبية والعضلية على العضلات والهيكل العظمي (لذلك تحتاج إلى ضبط جرعة من الأدوية للضعف المضادة للعضلات).
تفاعل الكابريومايسين مع إيثيل كبريتيد أيزونيازيد: قد يزيد من الآثار الجانبية.
تفاعل الكابريومايسين مع ميثوكسيفلوران أو حقن بوليميكسين: قد تزيد من سمية الكلى أو تأثير المشاكل العصبية العضلية .
تفاعل الكابريومايسين مع المواد الأفيونية: قد يؤدي زيادة تأثير تثبيط الجهاز التنفسي المركزي، تثبيط الجهاز التنفسي لفترات طويلة أو الشلل التنفسي (انقطاع النفس).

## التاريخ
كابريومايسين، وهو مضاد حيوي ومضاد للالتهاب الذي تم إنتاجه في الولايات المتحدة الأمريكية في عام 1960، وتم استخدامة في العيادات في عام 1968.
في عام 1979، تم استخدام كابريومايسين في مجال مكافحة السل عن طريق تثبيط نمو السل الفطري .